# 斯切林縣

50°47′N 17°04′E / 50.783°N 17.067°E
斯切林縣（波蘭語：Powiat strzeliński），是波蘭的縣份，位於該國西南部，由下西里西亞省負責管轄，首府設於斯切林，面積622平方公里，2009年人口43,873，人口密度每平方公里71人。